# Rodolfo Zelaya
Rodolfo Antonio Zelaya García (Usulután, 3 luglio 1988) è un calciatore salvadoregno, attaccante dell'Alianza.

## Carriera
Cominciò la sua carriera nelle divisioni minori dell'Alacrán, una squadra della lega dilettanti in Usulután (2001), poi firmò col San Rafael (2004), e dopo passò all'Atlético La Merced (2004-05), nella 1.ª categoria del calcio dilettantistico. Nel luglio 2006 è stato sul punto di firmare con l'Águila, ma non giunse ad un accordo economico col direttivo del club e firmò con l'A.D Intipucá (2006-07), della seconda divisione, dove giocò fino all'Apertura 2007. Arrivò al Chalatenango per il Clausura 2008 in seguito passò ai capitalini dell'Alianza. Nel luglio 2009 si trasferisce in Messico al León. Dal 2011 milita nell'Alania Vladikavkaz, dopo essere tornato per una stagione all'Alianza.